# دلاص
قرية دلاص هي إحدى القرى التابعة لمركز ناصر في محافظة بني سويف في جمهورية مصر العربية. حسب إحصاءات سنة 2006، بلغ إجمالي السكان في دلاص 14199 نسمة، منهم 7215 رجل و6984 امرأة.